# サンバーナーディーノ銃乱射事件
座標: 北緯34度04分34秒 西経117度16分40秒 / 北緯34.076149度 西経117.277677度
サンバーナーディーノ銃乱射事件 (サンバーナーディーノじゅうらんしゃじけん) とは、2015年12月2日10時59分ごろ、アメリカ合衆国カリフォルニア州のサンバーナーディーノの障害者支援の福祉施設インランドリージョナルセンターで、重武装した2名の犯罪者によって発生した銃乱射事件。
事件現場にて14名が死亡、重軽傷者17名。事件発生後に事件現場から数マイルの住宅街で、警察によって容疑者2名（男女1）が射殺された。

## 概要
本事件はサイード・ファルクとタシュフィーン・マリクの夫妻を中心に行われた。
犯行時刻時、インランドリージョナルセンターの会議室では地元の人々を集めたイベントが行われていた。サイードは職員として参加していたが、途中で怒った様子になって退席し、再びインランドリージョナルセンターに現れたのはタシュフィーンと共に武装してのことだった。
イベント会場には75人～80人もの人が参加していたが、2人はその場で65発から75発もの銃弾を放ち14人を殺害。警察が到着する前に現場から逃走していった。 

### 犯人たちの武装

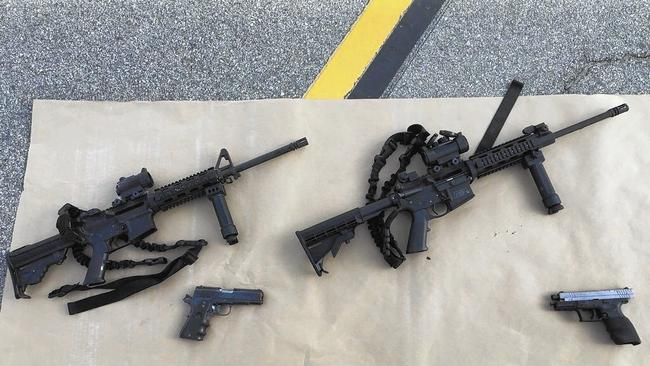
被疑者らが使用した銃

2人は戦闘服と黒いタクティカルベスト（弾薬を携行するためのもので、防弾機能はなかった）を着用し、 DPMSパンサーアームズ社製とスミス&ウェッソン社製のAR-15自動小銃で武装していた。二人は自動小銃だけではなく拳銃(スプリングフィールドXDとリャマ社製9mm拳銃)も保有しており、またS&W社製AR-15はフルオートマチック仕様に改造され、DPMSパンサーアームズ社製AR-15は大型の弾倉を装填していた。ちなみに、これらの改造はカルフォルニア州法では認められていない。

### 警察の対応
午前11時に市警に911通報が入り、サンバーナーディーノ消防局にもツイッターにて通報が入った。
それを受けてSWATチームを含めたサンバーナーディーノ警察、保安官、消防隊が出動。総勢300人の警察官および保安官らが犯人の捜索および周辺の警備に当たった。市の警察官だけでなく、突入作戦の支援のためにFBIやロサンゼルス市警のSWATチームにも応援が要請された。また、センターに犯人達が設置した即席爆破装置を処理するため、市の爆弾処理班が投入された。
出動した警察官や保安官らは自動小銃で武装しており、レンコ・ベアキャット装甲車、ヘリコプター、アメリカ合衆国国土安全保障省から派遣されたPC-12観測機が使用された。

### 逃走、および銃撃戦

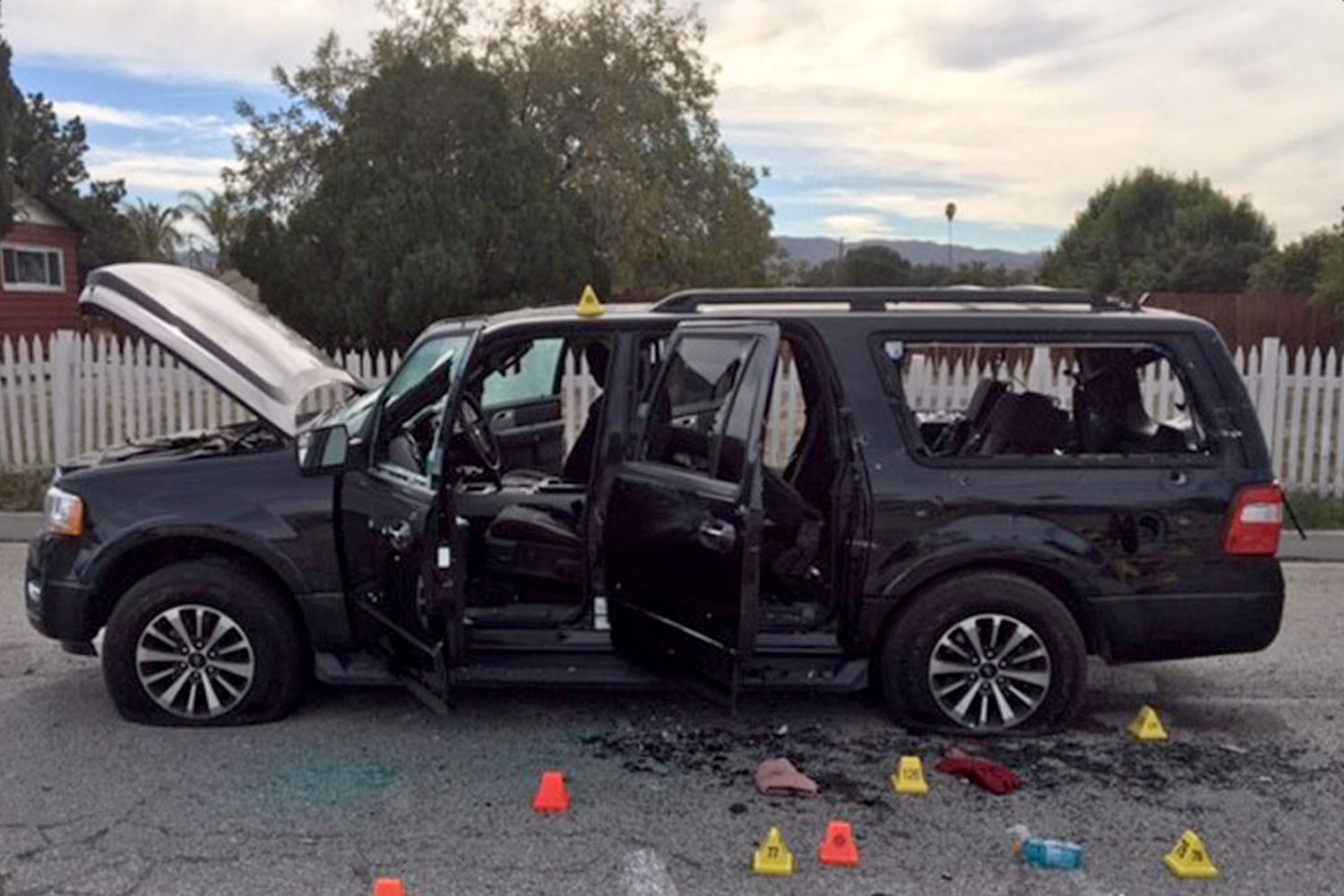
銃撃戦により破壊された被疑者らの車

犯行後襲撃グループは黒いSUVで逃走したが、事件発生から午後3時に住宅街サウス・サンバーナーディーノ・アベニューにて警官隊と接触した。彼らはSUVを停車させて警官隊を銃撃。警官隊側もこれに応戦した。
この銃撃戦の間に警官隊側は380発、犯人側は76発を発砲した銃撃戦で夫妻は射殺され、また少なくとも2人の警察官が負傷している。

## 犯人

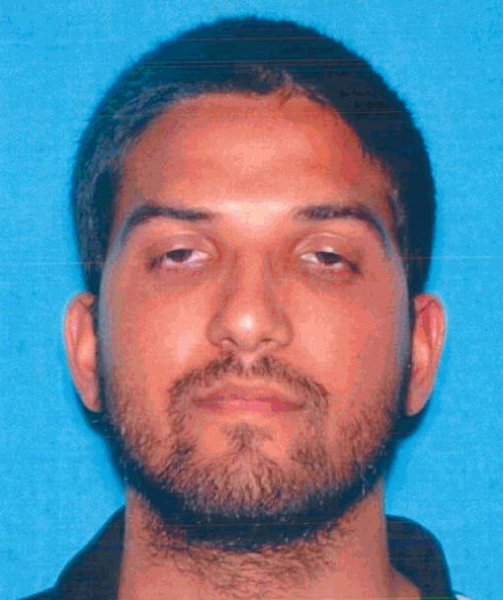
サイード・ファルク

実行犯サイード・リズワン・ファルク（1987年6月14日 - 2015年12月2日）はパキスタン系アメリカ人であり、サンバーナディーノのラシエラ高校を卒業し、卒業後は保健衛生指導員として働いていた。
サイードは犯行の2年前からひげを伸ばし、白く長いシャツを着る。2013年と2014年夏に家族でサウジアラビアに巡礼に行く、ヌスラ戦線やアル・シャバブのメンバーと親しくなるなどイスラム教への傾倒が強くなっていき、また、事件の二週間前にはユダヤ人の同僚と口論になっていた。
もう一人の実行犯タシュフィーン・マリク(1988年7月13日 - 2015年12月2日)はパキスタン人であり、サウジアラビアで育ち2007年には薬学の大学を専攻していた。
サイードとはSNSで知り合い、2014年7月に婚約者ビザでアメリカに入国し、犯行の6か月前に長女を出産した。交際した当初はスカーフで顔を隠すだけだったが、結婚する前年になると目と鼻以外はすべて覆うようになった。
タシュフィーンの家族の弁護士いわく、彼女は「典型的なイスラム教徒の主婦」であり、「車の運転もしたことがない」「体重が40kgくらいしかなく、武器を運べるとは思えない」という。

### ISILとの関連性
サイードとタシュフィーンはFacebookなどのSNSで、過激派組織ISILに忠誠を誓うコメントを残しており、またISIL側も自身のネット上メディアで、今回の事件が「ISILの支持者2人が数十人のアメリカ人を死傷させた」「この攻撃はアメリカ政府の当局者たちが『アメリカはテロの脅威からは安全だ』と発言した数日後、そして、パリでの攻撃、チュニジアでの攻撃のあと起きたものだ」という声明を出した。

## 関連する逮捕とその後
FBIは12月17日に、サイードの友人であるエンリケ・マルケスを別の襲撃事件計画とサイード、タシュフィーン両容疑者への武器供与などの容疑で逮捕し起訴した。起訴後、マルケスは司法取引に応じ、サイードらへの武器提供疑惑と銃器購入に関する偽証とを認めることと引き換えに、偽装結婚あっせんの容疑を免除された。2018年6月現在、判決公判は延期されており、宣告刑の言い渡し予定日は定まっていない。

## 対応

### オバマ大統領の演説
バラク・オバマ大統領は、12月6日の夜の演説にて、本事件がISILに触発された事件であること、テロの性質の変化などに触れ、そしてテロ容疑者による武器入手を困難にする施策や、殺傷力の高い銃の禁止するなど銃規制を呼びかけた。また、自国のイスラム教徒に偏見や差別を行わないよう国民に呼びかけている。

### FBIの声明
FBIはサイードがアメリカでテロの捜査対象となった人物と電話でやりとりをしていたことを明らかにし、この事件をテロ事件として捜査するとしている。